# Aviva (IMOCA)
Cet article concerne un voilier. Pour la compagnie d'assurance, voir Aviva. Pour la station de radio, voir Liste des stations de radio locales en France.
Aviva est un voilier monocoque de 60 pieds Imoca conçu pour la course au large, mis à l'eau en 2007. Barré par la Britannique Dee Caffari de 2008 à 2012, il porte d'abord le nom d'Aviva, puis de 2010 à 2012 celui de Gaes. Barré par le Finlandais Ari Huusela, il porte le nom d'Ariel 2 en 2018 et 2019, puis de Stark dans le Vendée Globe 2020-2021. Barré par le Hongrois Szabolcs Weöres, il porte en 2022 le nom de Szabi Racing, puis prend en 2023 celui de New Europe.

## Historique

### Conception et construction
Conçu par le cabinet d'architectes britannique Owen Clarke Design et par Clay Oliver, le bateau est construit pour Dee Caffari par Hakes Marine, à Wellington (Nouvelle-Zélande) en sandwich carbone nid d'abeilles, dans le moule de l'Ecover 3 de Mike Golding, qui soutient le projet. Baptisé Aviva, il est mis à l'eau le 14 décembre 2007.

### 2007-2009.Aviva

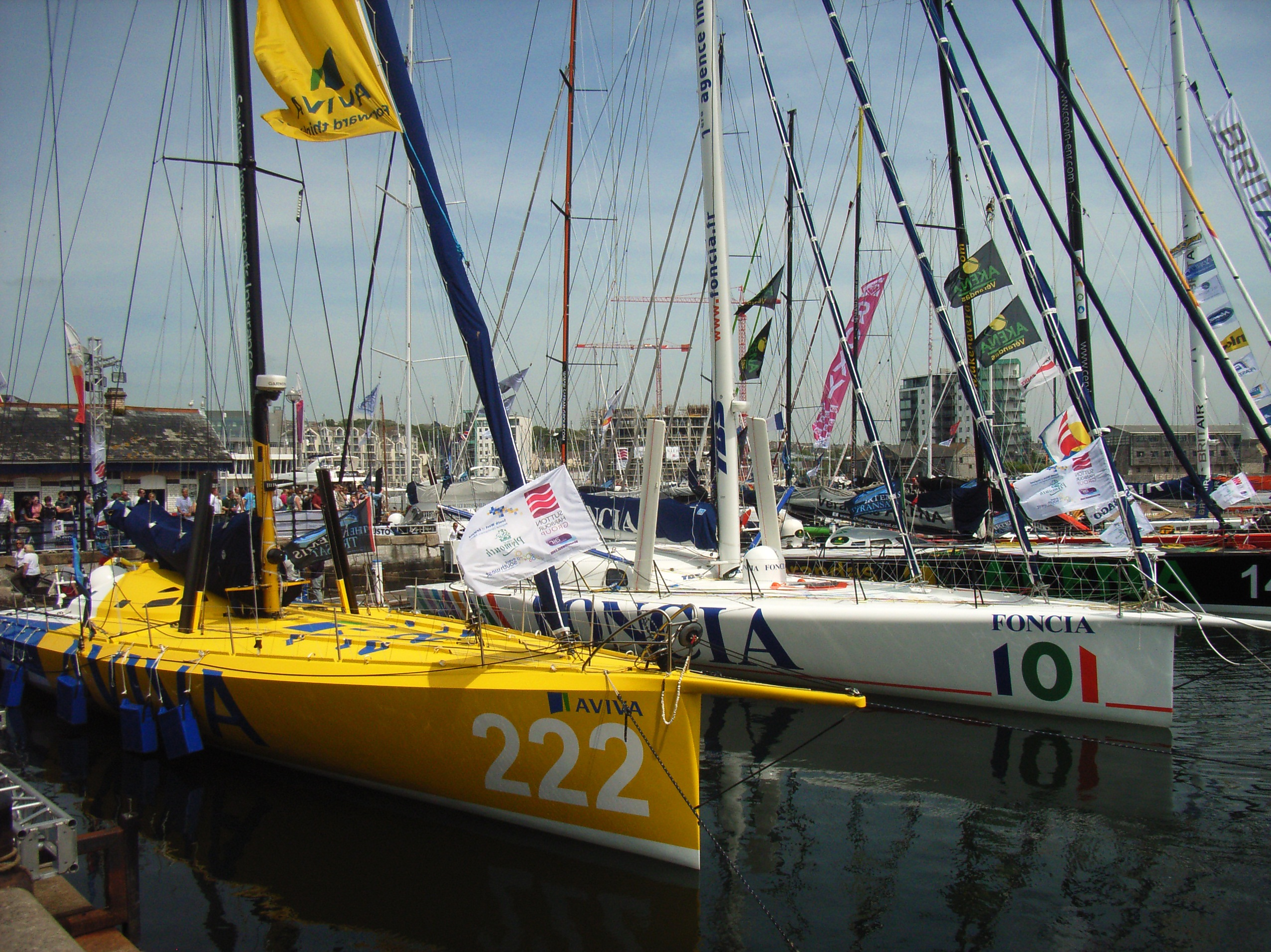
Aviva à Plymouth, la veille du départ de la Transat anglaise 2008.

Barré par Dee Caffari, Aviva termine 8e sur 13 Imoca dans The Artemis Transat (la Transat anglaise 2008) et 6e du Vendée Globe 2008-2009.
Le 22 juin 2009, mené par un équipage entièrement féminin (Dee Caffari, Samantha Davies, Miranda Merron et Alex Sizer), Aviva s'adjuge le record du tour des îles Anglo-Celtes en 6 jours, 11 heures, 30 minutes et 53 secondes, soit 17 heures et 16 minutes de moins que le temps établi par le Solune de Jean-Philippe Chomette en mai 2004. En août, mené par un équipage skippé par Caffari, Aviva termine 5e de l'Artemis Challenge. Quelques jours plus tard, mené par Dee Caffari et Brian Thompson, il termine 5e sur 11 Imoca dans la Fastnet Race. En novembre, Caffari et Thompson terminent 8es sur 14 Imoca dans la Transat Jacques-Vabre.

### 2010-2012.Gaes

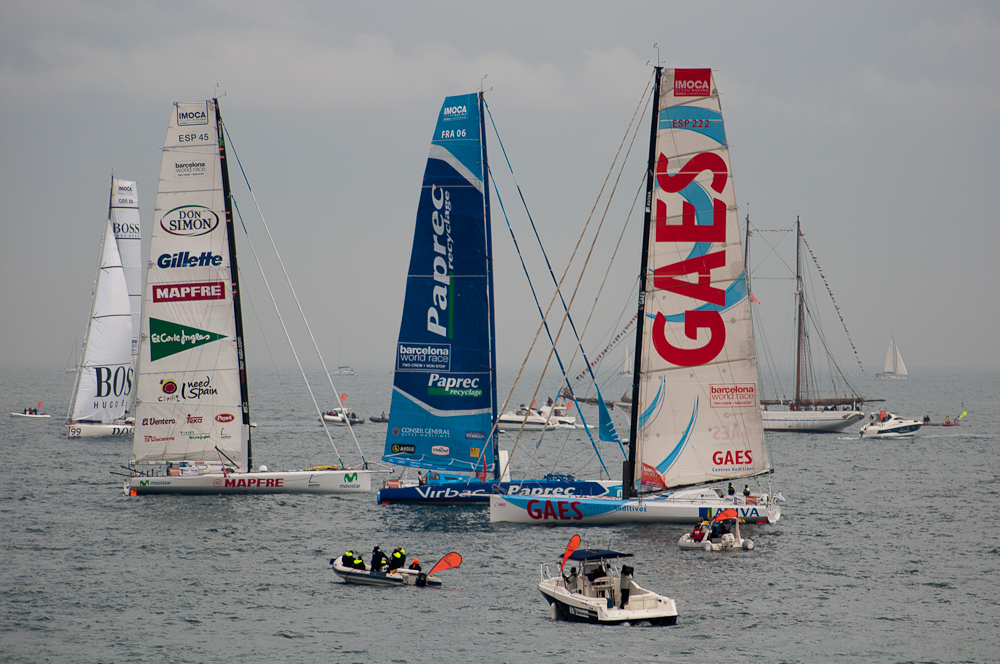
Gaes avant le départ de la Barcelona World Race 2010-2011.

En mars 2010, Aviva devient Gaes Centros Auditivos. À son bord, Dee Caffari et Anna Corbella (ca) terminent 6es de la Barcelona World Race 2010-2011, en 102 jours, 19 heures, 17 minutes et 18 secondes. En 2012, le bateau est mis en vente.
En 2015, il est réservé pour Alessandro Di Benedetto, qui veut courir le Vendée Globe 2016-2017. Di Benedetto n'ayant pas trouvé de sponsor, la réserve est levée : le bateau est remis en vente en mars 2016. En mai 2017, il est acheté par Arnaud Boissières, qui finalement lui préfère le Kilcullen Voyager d'Enda O'Coineen, qu'il achète aussi et sur lequel il va courir.

### 2018-2020.Ariel 2
En avril 2018, Boissières revend Aviva à Ari Huusela, pilote de ligne finlandais. Celui-ci le rebaptise Ariel 2, et participe à son bord à la Route du Rhum 2018. Il termine 11e sur 20 Imoca,. En mai 2019, il termine 16e sur 17 dans la Bermudes 1000 Race. En novembre, mené par Ari Huusela et Michael Ferguson, Ariel 2 termine 26e sur 29 Imoca dans la Transat Jacques-Vabre.

### Vendée-Globe 2020-2021.Stark

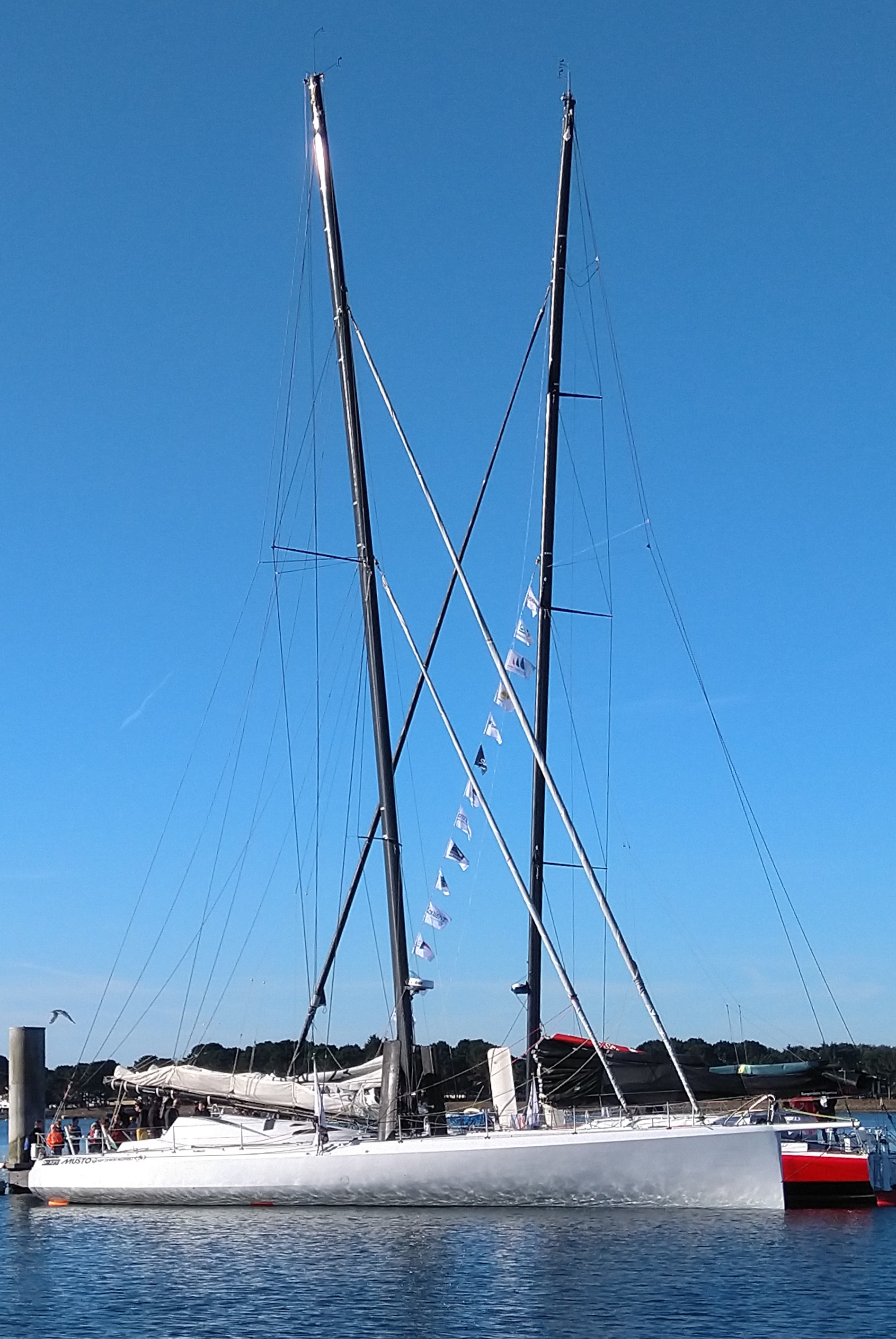
Szabi Racing au Défi Azimut, en septembre 2022.

Rebaptisé Stark, toujours barré par Huusela, il termine 25e sur 33 du Vendée Globe 2020-2021,.

### 2022.Szabi Racing
En novembre 2021, il est vendu au Hongrois Szabolcs Weöres. Il devient Szabi Racing.
En mai 2022, Weöres abandonne dans la Bermudes 1000 Race (problèmes sur les systèmes de communication et de navigation). En juin, il abandonne dans la Vendée-Arctique (avarie de vérin hydraulique de quille). En septembre, Szabi Racing termine 23e sur 24 dans les 48 Heures du Défi Azimut. En novembre, il se classe 26e sur 38 Imoca dans la Route du Rhum.

### Depuis 2023.New Europe

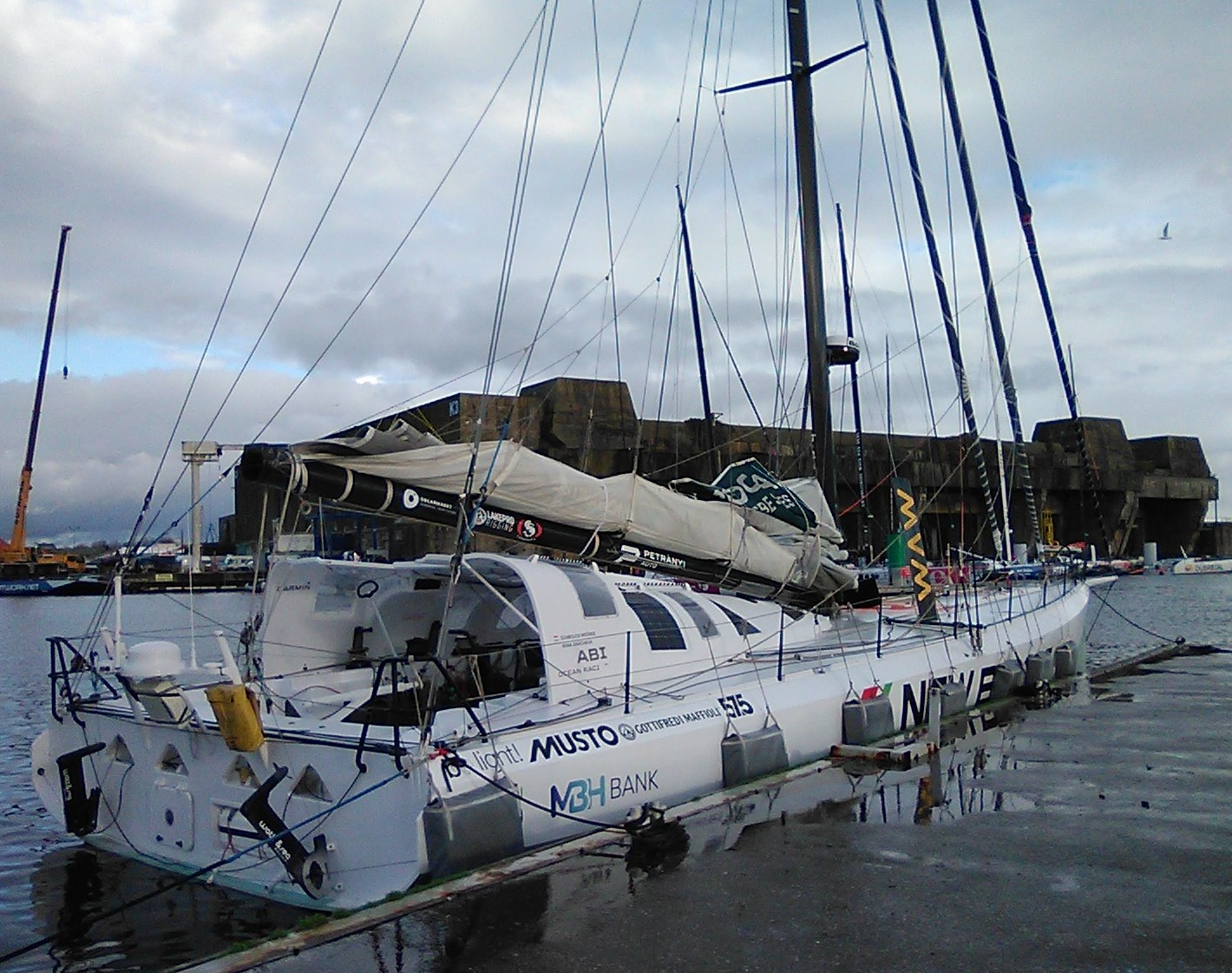
New Europe à Lorient, le jour de son arrivée dans le Retour à la Base 2023.

En 2023, Weöres trouve un sponsor, la fondation MOL-Nouvelle Europe. Le bateau devient New Europe. En juillet, il est 25e sur 29 Imoca dans la Fastnet Race, barré par Weöres et Nándor Fa. Weöres fait équipe ensuite avec la Russe Irina Gracheva, qui fut championne de France Mini en 2020. En septembre, dans les 48 Heures du Défi Azimut, le duo termine 29e sur 33. En novembre, dans la Transat Jacques-Vabre, toujours mené par Weöres et Gracheva, New Europe est 26e sur 40 Imoca,. En décembre, dans la course en solitaire Retour à la Base, Weöres se classe 28e sur 32.

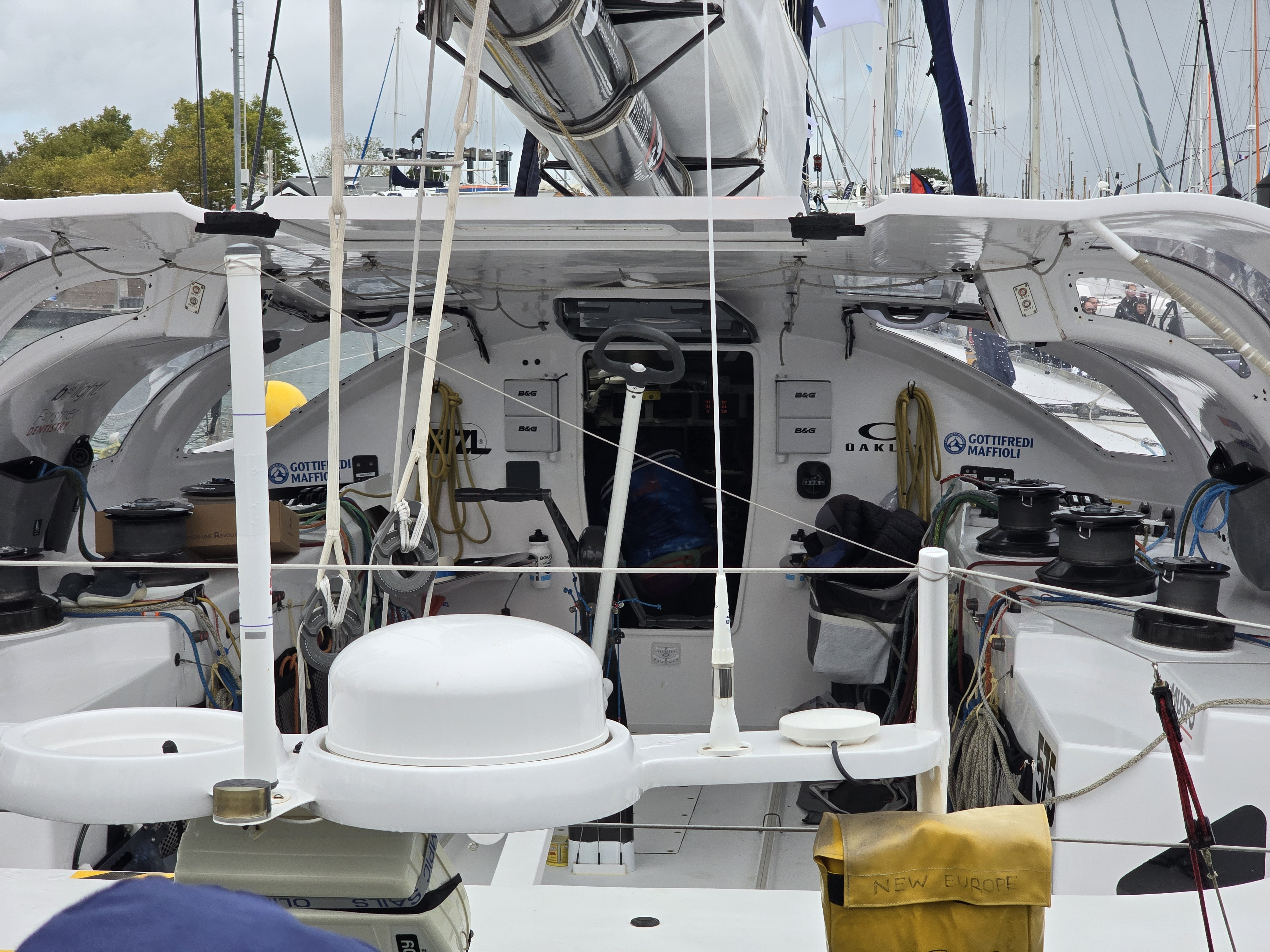
New Europe aux Sables-d'Olonne, avant le Vendée Globe 2024-2025.

En juin 2024, il termine 25e sur 28 de la New York-Vendée-Les Sables-d'Olonne.
Le 10 novembre 2024, il prend le départ du Vendée Globe 2024-2025. Alors qu'il est le dernier skipper à évoluer dans l'Atlantique Sud, il annonce le 16 décembre son abandon à cause de la casse d'un hauban.

## Palmarès

### 2008-2010:Aviva- Dee Caffari
- 2008 : 8e de The Artemis Transat (Transat anglaise)[3]
- 2009 :
  - 6e du Vendée Globe, en 99 jours, 1 heure, 10 minutes et 57 secondes[4]
  - record du tour des îles Anglo-Celtes en équipage (Dee Caffari, Samantha Davies, Miranda Merron et Alex Sizer), en 6 jours, 11 heures, 30 minutes et 53 secondes[5]
  - 5e de l'Artemis Challenge[6]
  - 5e sur 11 Imoca dans la Fastnet Race, en double avec Brian Thompson[7]
  - 8e sur 14 Imoca dans la Transat Jacques-Vabre, en double avec Brian Thompson[8]

### 2010-2012:Gaes- Dee Caffari et Anna Corbella
2011 : 6e de la Barcelona World Race 2010-2011, en 102 jours, 19 heures, 17 minutes et 18 secondes

### 2018-2019:Ariel 2- Ari Huusela
- 2018 : 11e sur 20 Imoca dans la Route du Rhum 2018[1],[14]
- 2019 :
  - 16e sur 17 Imoca dans la Bermudes 1000 Race[15]
  - 26e sur 29 Imoca dans la Transat Jacques-Vabre, en double avec Michael Ferguson[16]

### 2020 et 2021:Stark- Ari Huusela
25e sur 33 du Vendée Globe,

### 2022:Szabi Racing- Szabolcs Weöres
- 23e sur 24 dans les 48 Heures du Défi Azimut[21]
- 26e sur 38 Imoca dans la Route du Rhum[22]

### 2023 et 2024:New Europe- Szabolcs Weöres
- 2023 :
  - 25e sur 29 Imoca dans la Fastnet Race, en double avec Nándor Fa[24]
  - 29e sur 33 dans les 48 Heures du Défi Azimut, en double avec Irina Gracheva[26]
  - 26e sur 40 Imoca dans la Transat Jacques-Vabre, en double avec Irina Gracheva[1],[27]
  - 28e sur 32 dans le Retour à la Base[28]
- 2024 :
  - 25e sur 28 dans la New York-Vendée-Les Sables-d'Olonne[29]
  - 18e sur 19 dans les 48 Heures du Défi Azimut[31]